# Masteria spinosa
Masteria spinosa är en spindelart som först beskrevs av Alexander Petrunkevitch 1925.  Masteria spinosa ingår i släktet Masteria och familjen Dipluridae.
Artens utbredningsområde är Panama.